# Culinaire Ambiance
Culinaire Ambiance is een populair Vlaams maandblad dat uitgegeven wordt door Mediageuzen in België. Het is het enige culinaire magazine van Vlaanderen en tevens het oudste.
Het blad brengt een mix van culinair- en lifestylenieuws. Het omvat reportages over culinaire adressen in binnen- en buitenland, interviews met chefs en artikels over allerhande voeding gerelateerde onderwerpen. Wijn, bier en cocktails vormen een ander belangrijk onderdeel. In het magazine staan steeds minstens 30 recepten om mee aan de slag te gaan.

## Rubrieken

### Vaste rubrieken
- Uitgelezen: Rubriek met besprekingen van nieuwe kookboeken
- Podcasts: Rubriek met besprekingen van voeding gerelateerde podcasts

- Columns door Marc Poot en Sarah Puozzo
- Recepten van verscheidene chefs uit binnen- en buitenland en uit kookboeken
- Peter's product: Reportage met Peter Goossens over zijn favoriete ingrediënten
- De Foodherborist: Rubriek met chef Sylvester Schatteman van restaurant Hofke van Bazel over onbekende kruiden en planten
- Voorproefje: Restaurant recensies
- Clubleden in de kijker: Beschrijvende stukken over restaurants, winkels, hotels en bars die lid zijn van de Culinaire Ambiance 'Club'

## Club Ambiance Gids
Elk jaar brengt Culinaire Ambiance een gids uit waarin restaurants, winkels en hotels uit Vlaanderen en Brussel worden gebundeld en beschreven. De editie voor het jaar 2020 bevat zo 320 verschillende zaken. Deze uitgave in boekvorm heeft een oplage van 25 000.

## Online Aanwezigheid
Culinaire Ambiance speelt ook online een rol in het Nederlandstalige culinaire landschap. Op de website staan er dagelijks nieuwe recepten, artikels, adressen en culinair nieuws.